# Trachichthyidae

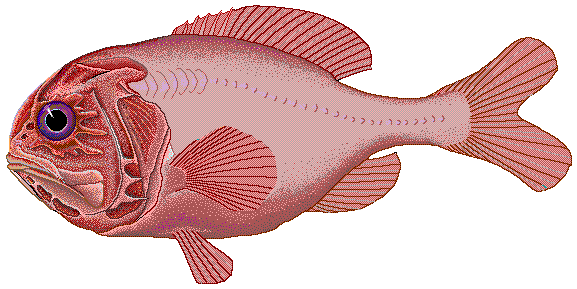
Hoplostethus atlanticus

Os Trachichthyidae, ou peixes-relógio, são uma família de peixes marinhos incluída na ordem Beryciformes, que se distribui pelos oceanos Atlântico, Índico e Pacífico, entre os 100 e os 1500 m de profundidade.
Têm uma espinha muito característica no ângulo do pre-opérculo, assim como uma espinha aguçada na parte posterior do osso pós-temporal. A barbatana pélvica tem uma espinha normal e 6 ou 7 raios flexíveis; a barbatana dorsal 3 a 8 espinhas e 10 a 19 raios flexíveis; a barbatana anal 2 a 3 espinhas e 8 a 12 raios flexíveis; a barbatana caudal em geral com 4 a 7 grandes espinhas em cada lóbulo.
Apresentam uma crista mediana de escudos no abdómen, com grande variação inter-específica no tipo de escamas, ainda que sempre com o corpo comprimido. Algumas espécies são abissais com órgãos bioluminiscentes e um tamanho máximo descrito de 55 cm.

## Géneros
Existem 49 espécies agrupadas em 8 géneros:
- Género Aulotrachichthys (Fowler, 1938)
  - Aulotrachichthys argyrophanus (Woods, 1961)
  - Aulotrachichthys atlanticus (Menezes, 1971)
  - Aulotrachichthys heptalepis (Gon, 1984)
  - Aulotrachichthys latus (Fowler, 1938)
  - Aulotrachichthys novaezelandicus (Kotlyar, 1980)
  - Aulotrachichthys prosthemius (Jordan y Fowler, 1902)
  - Aulotrachichthys pulsator (Gomon y Kuiter, 1987)
  - Aulotrachichthys sajademalensis (Kotlyar, 1979)
- Género Gephyroberyx (Boulenger, 1902)
  - Gephyroberyx darwinii (Johnson, 1866) - peixe-relógio-de-Darwin
  - Gephyroberyx japonicus (Döderlein, 1883)
  - Gephyroberyx philippinus (Fowler, 1938)
- Género Hoplostethus (Cuvier en Cuvier and Valenciennes, 1829)
  - Hoplostethus abramovi (Kotlyar, 1986)
  - Hoplostethus atlanticus (Collett, 1889) - peixe-relógio
  - Hoplostethus cadenati (Quéro, 1974) -
  - Hoplostethus confinis (Kotlyar, 1980)
  - Hoplostethus crassispinus (Kotlyar, 1980)
  - Hoplostethus druzhinini (Kotlyar, 1986)
  - Hoplostethus fedorovi (Kotlyar, 1986)
  - Hoplostethus fragilis (de Buen, 1959)
  - Hoplostethus gigas (McCulloch, 1914)
  - Hoplostethus intermedius (Hector, 1875)
  - Hoplostethus japonicus (Hilgendorf, 1879)
  - Hoplostethus latus (McCulloch, 1914)
  - Hoplostethus marisrubri (Kotlyar, 1986)
  - Hoplostethus mediterraneus mediterraneus (Cuvier, 1829) -
  - Hoplostethus mediterraneus sonodae (Kotlyar, 1986)
  - Hoplostethus mediterraneus trunovi (Kotlyar, 1986)
  - Hoplostethus melanopterus (Fowler, 1938)
  - Hoplostethus melanopus (Weber, 1913) -
  - Hoplostethus mento (Garman, 1899) -
  - Hoplostethus metallicus (Fowler, 1938)
  - Hoplostethus mikhailini (Kotlyar, 1986)
  - Hoplostethus occidentalis (Woods, 1973)
  - Hoplostethus pacificus (Garman, 1899) -
  - Hoplostethus ravurictus (Gomon, 2008)
  - Hoplostethus rifti (Kotlyar, 1986)
  - Hoplostethus robustispinus (Moore y Dodd, 2010)
  - Hoplostethus rubellopterus (Kotlyar, 1980)
  - Hoplostethus shubnikovi (Kotlyar, 1980)
  - Hoplostethus tenebricus (Kotlyar, 1980)
  - Hoplostethus vniro (Kotlyar, 1995)
- Género Optivus (Whitley, 1947)
  - Optivus agastos (Gomon, 2004)
  - Optivus agrammus (Gomon, 2004)
  - Optivus elongatus (Günther, 1859)
- Género Paratrachichthys (Waite, 1899)
  - Paratrachichthys fernandezianus (Günther, 1887)
  - Paratrachichthys trailli (Hutton, 1875)
- Género Parinoberyx (Kotlyar, 1984)
  - Parinoberyx horridus (Kotlyar, 1984)
- Género Sorosichthys (Whitley, 1945)
  - Sorosichthys ananassa (Whitley, 1945)
- Género Trachichthys (Shaw in Shaw y Nodder, 1799)
  - Trachichthys australis (Shaw, 1799)